# Byblia acheloia
Byblia acheloia is een vlinder uit de familie Nymphalidae. De wetenschappelijke naam van de soort is voor het eerst geldig gepubliceerd in 1857 door Hans Daniel Johan Wallengren.